# Журавлев, Виталий Евгеньевич
Виталий Евгеньевич Журавлев (род. 16 февраля 1964 года в городе Москве, РСФСР, СССР) — российский политический деятель, депутат Государственной Думы ФС РФ первого созыва (1993—1995), кандидат социологических наук.

## Биография
В 1986 году получил высшее образование по специальности «Система водного транспорта», окончив Московский институт инженеров водного транспорта. С 1988 по 1990 год работал в Московском Западном порту мастером, инженером-технологом. С 1990 по 1991 год работал в Московском производственном объединении «Асфальтбетон» старшим мастером. В 1992 году работал на предприятии «Лоцман» заместителем директора. С 1992 по 1993 год работал директором фонда «Демократия и гуманизм».
В 1993 году избран депутатом Государственной думы Федерального Собрания Российской Федерации первого созыва. В Государственной думе был членом комитета по вопросам геополитики, член фракции Либерально-демократической партии России.
В 1997 году окончил Дипломатическую академию МИД РФ по специальности «Международные отношения». В 2005 году защитил диссертацию на соискание учёной степени кандидата социологических наук. С 2006 по 2009 год работал в Православном Свято-Тихоновском гуманитарном университете заместителем начальника информационно-аналитического центра. В 2011 году был экспертом комитета по делам СНГ и связям с соотечественниками Государственной Думы.
В настоящее время (2020 г.) работает в Российском экономическом университете имени Г. В. Плеханова доцентом кафедры политологии и социологии. Также работает в Московском международном университете (ММУ).